# Meoqui

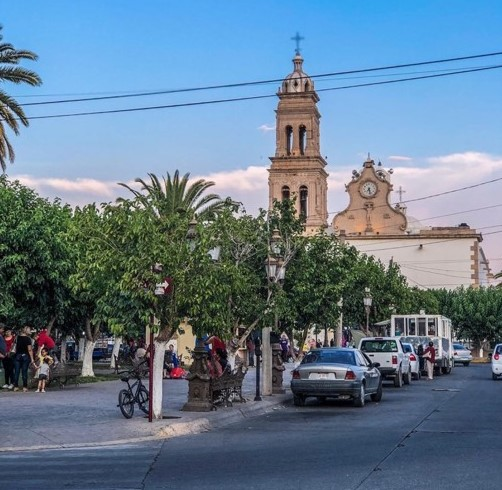
Templo San Pablo Apóstol.

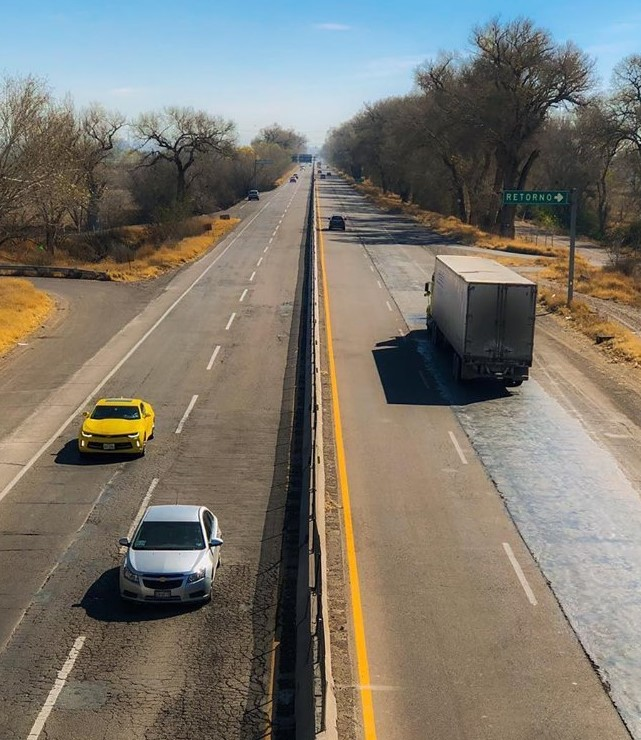
Carretera Chihuahua-Delicias pasando por Meoqui.

Meoqui, oficialmente Pedro Meoqui, es una ciudad mexicana cabecera municipal del municipio homónimo en el estado de Chihuahua. Está situada a orillas del río San Pedro. La ciudad chihuahuense fue fundada en el siglo XVII. Posee 23 140 habitantes según los resultados del censo de población y vivienda del 2020, y su principal actividad económica es la agricultura. 

## Historia
Se fundó como pueblo de visita franciscano a inicios del siglo XVII. A inicios del siglo XVIII con la llegada de fray Andrés Ramírez, a quien el pueblo considera fundador, comienza el desarrollo de la población inicialmente denominada San Pablo, habitado por indígenas conchos, julimes, navichames y mezquites. La región estuvo sometida a los Presidios Militares desde fines del siglo XVII hasta el año de 1773, cuando se estableció el Cuartel Militar de San Pablo, cuyos jefes gobernaron en lo político. En 1773 el Coronel Hugo O’conor cambió el asiento de la 4.ª Compañía Volante al llamado Puesto de San Pablo; en 1791 fue trasladado a Julimes y en 1794 volvió a Meoqui.
En 1826, formó parte del partido de San Jerónimo, y empezó a funcionar como Ayuntamiento. En 1837 formó parte de la subprefectura de Rosales, diez años después del Cantón Rosales.
A partir de 1864 el nombre del pueblo es modificado para hacer honor al General Pedro Meoqui Mañon, militar nacido en la Ciudad de México quien participó en la campaña de Puebla con Ignacio Comonfort; durante la Guerra de Reforma militó en las filas conservadoras y participó también en la Intervención. En 1864 siendo coronel Meoqui, escoltó a Benito Juárez de Monterrey a Chihuahua y es en este viaje que Juárez decide bautizar al pueblo con el nombre de Villa de San Pablo Meoqui” como homenaje a su fiel e íntimo amigo muerto el 8 de agosto en Hidalgo del Parral, en la derrota que sufrieron los franceses al mando de Gabriel Piot.
En 1886 el pueblo se integró al Cantón de Meoqui, y de 1887 a 1911 perteneció al Distrito Camargo.
En 1966 adquirió la categoría de ciudad. Han existido esfuerzos para recuperar el nombre original de la población como algunas aledañas que unieron el nombre antiguo con el nuevo, como es el caso de la vecina población de Santa Cruz de Rosales y Santa Rosalía de Camargo.
La cabecera municipal es Ciudad de Meoqui, situada en la margen izquierda del río San Pedro.

## Geografía
Meoqui abarca 370 km² y ocupa el 66° lugar en relación con la extensión territorial de cada Municipio y representa el 0.149 % de la Extensión Superficial del Estado.

### Orografía
El territorio de Meoqui es plano, con una altura media de 1200 metros sobre el nivel del mar. Tiene extensas llanuras en las márgenes del río San Pedro.
La zona se encuentra en la provincia fisiográfica de sierras y cuencas que se caracteriza por sus amplios valles planos, alargados y orientados noroeste-sureste y separados por sierras altas y angostas paralelas a los valles y limitados por escarpes de falla. Las sierras dentro del Municipio varían en altura hasta 300 metros por encima del nivel del valle. Las alturas máximas en Meoqui son la sierra Ojuelos 1520 metros y los cerros Salgadeños 1470 metros.

### Hidrografía
Pertenece a la cuenca del Golfo. Cuenta con los ríos San Pedro y Conchos, que son de gran beneficio para la agricultura.

### Clima
El clima es semiárido. La temperatura varía desde los 13 y −2 °C en enero, hasta los 42 y 38 °C entre junio y agosto. Existen dos estaciones meteorológicas, una ubicada en la cabecera municipal y otra en Colonia Lázaro Cárdenas.

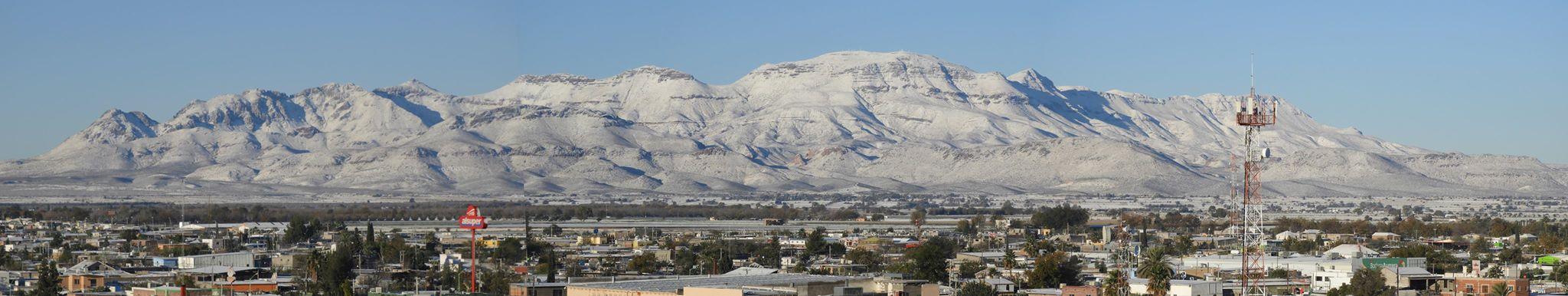
Paisaje invernal de Meoqui.

| Parámetros climáticos promedio de Meoqui, Chihuahua (1155 msnm) normales 1971–2000 | Parámetros climáticos promedio de Meoqui, Chihuahua (1155 msnm) normales 1971–2000 | Parámetros climáticos promedio de Meoqui, Chihuahua (1155 msnm) normales 1971–2000 | Parámetros climáticos promedio de Meoqui, Chihuahua (1155 msnm) normales 1971–2000 | Parámetros climáticos promedio de Meoqui, Chihuahua (1155 msnm) normales 1971–2000 | Parámetros climáticos promedio de Meoqui, Chihuahua (1155 msnm) normales 1971–2000 | Parámetros climáticos promedio de Meoqui, Chihuahua (1155 msnm) normales 1971–2000 | Parámetros climáticos promedio de Meoqui, Chihuahua (1155 msnm) normales 1971–2000 | Parámetros climáticos promedio de Meoqui, Chihuahua (1155 msnm) normales 1971–2000 | Parámetros climáticos promedio de Meoqui, Chihuahua (1155 msnm) normales 1971–2000 | Parámetros climáticos promedio de Meoqui, Chihuahua (1155 msnm) normales 1971–2000 | Parámetros climáticos promedio de Meoqui, Chihuahua (1155 msnm) normales 1971–2000 | Parámetros climáticos promedio de Meoqui, Chihuahua (1155 msnm) normales 1971–2000 | Parámetros climáticos promedio de Meoqui, Chihuahua (1155 msnm) normales 1971–2000 |
| Mes                                                                                | Ene.                                                                               | Feb.                                                                               | Mar.                                                                               | Abr.                                                                               | May.                                                                               | Jun.                                                                               | Jul.                                                                               | Ago.                                                                               | Sep.                                                                               | Oct.                                                                               | Nov.                                                                               | Dic.                                                                               | Anual                                                                              |
| ---------------------------------------------------------------------------------- | ---------------------------------------------------------------------------------- | ---------------------------------------------------------------------------------- | ---------------------------------------------------------------------------------- | ---------------------------------------------------------------------------------- | ---------------------------------------------------------------------------------- | ---------------------------------------------------------------------------------- | ---------------------------------------------------------------------------------- | ---------------------------------------------------------------------------------- | ---------------------------------------------------------------------------------- | ---------------------------------------------------------------------------------- | ---------------------------------------------------------------------------------- | ---------------------------------------------------------------------------------- | ---------------------------------------------------------------------------------- |
| Temp. máx. abs. (°C)                                                               | 38                                                                                 | 34                                                                                 | 42                                                                                 | 42                                                                                 | 44                                                                                 | 49                                                                                 | 45                                                                                 | 42                                                                                 | 41                                                                                 | 36                                                                                 | 35                                                                                 | 35                                                                                 | 49                                                                                 |
| Temp. máx. media (°C)                                                              | 18.1                                                                               | 20.9                                                                               | 24.0                                                                               | 27.9                                                                               | 31.8                                                                               | 34.1                                                                               | 32.9                                                                               | 31.2                                                                               | 28.6                                                                               | 25.1                                                                               | 21.0                                                                               | 18.3                                                                               | 26.2                                                                               |
| Temp. media (°C)                                                                   | 10.2                                                                               | 12.8                                                                               | 15.5                                                                               | 18.8                                                                               | 22.5                                                                               | 25.1                                                                               | 24.8                                                                               | 23.6                                                                               | 21.4                                                                               | 17.3                                                                               | 13.0                                                                               | 10.0                                                                               | 17.9                                                                               |
| Temp. mín. media (°C)                                                              | 2.4                                                                                | 4.7                                                                                | 6.9                                                                                | 9.8                                                                                | 13.2                                                                               | 16.2                                                                               | 16.7                                                                               | 16.1                                                                               | 14.2                                                                               | 9.6                                                                                | 4.9                                                                                | 1.7                                                                                | 9.7                                                                                |
| Temp. mín. abs. (°C)                                                               | -12                                                                                | -11                                                                                | -7                                                                                 | -7                                                                                 | 1                                                                                  | 0                                                                                  | 3                                                                                  | 4                                                                                  | 2                                                                                  | -4                                                                                 | -7                                                                                 | -11                                                                                | -12                                                                                |
| Precipitación total (mm)                                                           | 6.5                                                                                | 3.9                                                                                | 2.5                                                                                | 9.6                                                                                | 14.9                                                                               | 25.1                                                                               | 54.3                                                                               | 60.5                                                                               | 64.2                                                                               | 23.7                                                                               | 7.2                                                                                | 6.9                                                                                | 279.3                                                                              |
| Fuente: Servicio Meteorológico Nacional                                            |                                                                                    |                                                                                    |                                                                                    |                                                                                    |                                                                                    |                                                                                    |                                                                                    |                                                                                    |                                                                                    |                                                                                    |                                                                                    |                                                                                    |                                                                                    |

### Flora Licón y fauna
Su flora está constituida por plantas xerófilas, herbáceas, álamos, palmeras, arbustos de diferentes tamaños. También hay especies de agaves, yucas, cactáceas, leguminosas como el huizache, guamúchil, quiebre hacha, retama, zacates, peyote y bonete. 
Su fauna la constituyen, paloma güilota y alas blancas, halcón, conejo, liebre, gato montés y venado bura, además en los últimos años el río san Pedro se ha convertido en el ¨Hogar de los pelícanos¨ los cuales migran todos los años desde Canadá.

### Recursos naturales
Meoqui alberga la zona natural conocida como el humedal del río San Pedro, designado así por la Comisión Ramsar en 2012. De relevancia ecológica debido a la amplia biodiversidad que alberga y su importancia como hábitat de aves acuáticas.
Ha ganado reconocimiento el sabor y calidad del agua, rica en minerales, inofensivos para el consumo humano. Varias empresas productoras de bebidas entre las que destaca la multinacional Coca Cola, la local Refrescos Unión, y la cervecería Heineken funcionan en cercanías del río San Pedro.

### Características y uso del suelo
Sus suelos dominantes son los yermosoles háplicos en su porción central, de textura media y pendientes de nivel o quebrada, con asociaciones de litosoles y/o regosoles eutricos, luvicos, con inclusiones de rendzinas y/o solonetzs órticos y de textura media. Sin asociaciones o inclusiones y en su fase salina. 
El uso del suelo es principalmente agrícola y ganadero. En cuanto a la tenencia de la tierra, está en primer lugar la propiedad privada con 29,362 hectáreas, equivalentes al 58.72% y en segundo término la propiedad ejidal con 10,903 hectáreas que representan el 21.78% distribuidas en tres ejidos; a usos urbanos corresponden 846 hectáreas que representan el 1.69% del territorio total.

## Los Monitos de Meoqui
El 11 de octubre de 1987 varios niños afirmaron ver seres humanoides pequeños salir de la tierra. Fueron descritos como seres de unos 20 centímetros, de color blanco metálico, con cabello rojizo, palmípedos de tres dedos y afiladas uñas. Esta noticia hizo que Cd. Meoqui fuera foco de atención mediática, surgiendo así la leyenda urbana de los Monitos de Meoqui.

## Turismo

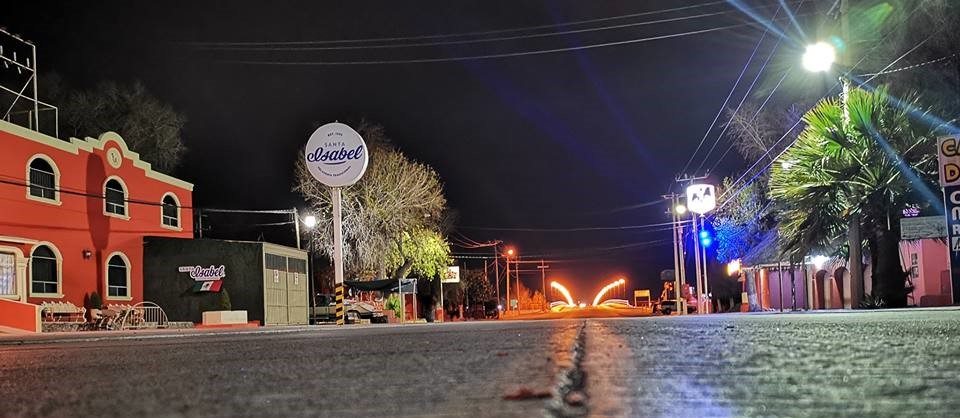
Entrada a Meoqui.

Actualmente es un paraje recreativo con excelente restaurantes y puestos donde se venden productos regionales como huaraches Tarahumara . En Meoqui, merecen mención especial el Templo de San Pablo Apóstol, edificado en el siglo XIX, así como el Salón Hidalgo de 1862 donde pasó el presidente de la república Benito Juárez en su regreso a la Ciudad de México.

## Gastronomía
Además de servirse platillos comunes al estado de Chihuahua, Meoqui se caracteriza especialmente por los llamados tacos morelianos y el guisado de abigeo que es otro platillo distinguido, hecho a base de carne seca y salsa de chile rojo originado en tiempos de la Revolución Mexicana y difundido en Col. Lázaro Cárdenas, asentamiento de veteranos revolucionarios. 
Existe un difundido uso de las aguas en la zona del Humedal del río San Pedro, por parte de la embotelladora de refrescos Unión, anterior Coca Cola de Meoqui, que produce refrescos, así como la famosa  Manzanita Soto de Chihuahua, y la cervecería Heineken.

## Cronología de Meoqui
1610     Aprox. Fray Alonso de la Oliva OFM, reagrupa rancherías indígenas alrededor de los ríos Conchos y San Pedro, es posible que durante sus andanzas misioneras diera el nombre de San Pablo a un enclave de conchos ubicados a las orillas del Río San Pedro.
1693	 Asentamiento de indios conchos bajo el mando de la misión franciscana de Julimes.
1704 	 Indígenas del poblado de San Pablo apoyan al Capitán Francisco de Cuervo y Valdez contra las incursiones de tribus hostiles.
1709	 Se cree que es el año de la fundación legal, pero no hay pruebas. En todos estos años destaca la figura de fray Andrés Ramírez, a quien se le adjudica reorganización de la población de San Pablo, visita de  la misión de San Antonio de Julimes. Fray Andrés es el ministro doctrinero.
1718     Muere Fr. Andrés Ramírez en San Pablo. Es sepultado en el cementerio cercano al río.
1773	 Se estableció el Cuartel Militar de San Pablo.
1794	 San Pablo se convierte en Parroquia.
1795	 Fray Mariano Toribio Jáquez, defiende a los pobladores y el uso del agua y tierras.
1826	 Formó parte del partido de San Jerónimo (hoy Aldama), y empezó a funcionar como Ayuntamiento.
1862	 Es colocada la primera piedra del templo de San Pablo el 18 de octubre.
1866	 Visita del Presidente de la República Benito Juárez al pueblo de San Pablo y lo nombra Villa de Pedro Meoqui Mañón mediante un decreto y le otorga tierras ejidales.
1867	  Se constituye el Cantón de Meoqui.
1870	 Se comienza el edificio de la Presidencia Municipal y la Plaza de la Constitución.
1877	  Concluye la construcción del templo de San Pablo, en estilo neoclásico de tres naves y planta parroquial. El 11 de noviembre el Pbro. Fernando Carrasco bendice el edificio como delegado de la mitra de Guadiana (Durango).
1896	 Es colocado el reloj en la parroquia de San Pablo sobre el frontispicio, único en su género, labrado en cantera.
1903	 Se funda el edificio de la Oficina de Telégrafos.
1908	 Se coloca la primera piedra en la Escuela Oficial n.º 48.
1917	 Se funda el Panteón Municipal el cual fue bardeado.
1923	 Se fraccionan los terrenos marqueños por Decreto Presidencial. Se instala una bomba centrífuga en el pozo de la plaza.
1925	  Un temblor afecta gravemente algunas edificios. La torre de la Iglesia es reforzada con cinchos de hierro. (Ver Sismo de Parral de 1928).
1926	  Se inaugura la Escuela Oficial núm. 20-48.
1928      Se funda el primer cine silencioso de imágenes en movimiento (Hoy edificio de la JMAS).
1931	  Inauguración del monumento a Miguel Hidalgo el 15 de septiembre.
1932	 Se construye el sistema de riego núm. 05.
1935	 Comienza la construcción de las vías férreas y puente del ferrocarril. Comienza la construcción de la Plaza Hidalgo.
1938	 Inauguración de la vía y el puente del ferrocarril.
1942	  Es cambiado el antiguo reloj de la parroquia. El reloj antiguo es robado.
1945	 Inicio de la construcción de la carretera Panamericana.
1947	 Primera piedra de la construcción del Santuario a la Virgen de Guadalupe.
1949	 Empieza a funcionar Teléfonos de México.
1957	 Bendición del Santuario de Guadalupe por Don Antonio Guízar Valencia.
1966	 Se da la categoría de Ciudad a la Villa de Meoqui, se declara recinto oficial al Salón de Espectáculos del Cine Meoqui, donde se da lectura al Decreto.
1967	 Se firma el contrato de pavimentación del primer perímetro de la Ciudad de Meoqui.
1971	 Se inaugura el parque de Béisbol.
1975	 Se inaugura la Comandancia de Policía.
1976	 Se construye el nuevo edificio de la Presidencia Municipal, antes Escuela Secundaria Familia Stege Núm. 26.
1982	 Se inaugura el Mercado Municipal.
1986	 Se inaugura el Rastro Municipal.
1987	  Aparecen´Los monitos´, se atrae la atención internacional sobre los misteriosos seres extraterrestres que dicen ser vistos salir de la tierra.
1988	 Se construye la Carretera Meoqui-Julimes.
1991	 Se construye la Comandancia de Policía N.º 2.
1992	 Se construye la Biblioteca Municipal.
1993	  Se edifica la plaza Gral. Pedro Meoqui.
1998	  Reparación de la parroquia de San Pablo.
2007	 Se coloca un nuevo reloj a la Iglesia por los 2000 años del nacimiento de San Pablo Apóstol.
2015	 Inauguración del monumento al fundador de Cd. Meoqui DonFray Andrés Ramírez y nuevo puente sobre el río que lleva su nombre.
2016     Se cumplen 50 años de que la Villa de Meoqui se convierte en Ciudad, el Congreso del estado sesiona en la ciudad.
2018	 Conmemoración de los 300 años del fallecimiento del fundador de Meoqui. Es inaugurada la planta cervecera Heineken de Meoqui el 27 de febrero. Los municipios de Delicias y Meoqui fueron declarados como nueva zona metropolitana del país.